# Abaria tripunctata
Abaria tripunctata là một loài Trichoptera trong họ Xiphocentronidae. Loài này có ở Afrotropisch và miền Cổ bắc.